# Diaochi
Heinz Fähnrich beschreibt Diaochi (auch Diauchi, georgisch დიაოხი oder დიაუხი) als ein antikes georgisches Königreich. Es bestand danach vom 13. Jahrhundert v. Chr. bis zur Mitte des 8. Jahrhunderts v. Chr. und lag im Nordosten der heutigen Türkei am Schwarzen Meer.

## Entwicklung des Staates
Das Reich entstand laut Fähnrich aus einer Vereinigung verschiedener kartwelischer Stämme im 13. Jahrhundert v. Chr. Es wurde durch ein Aufblühen der Wirtschaft im 2. Jahrtausend v. Chr. und von den südlichen Nachbarstaaten, besonders dem Hethiterreich, Mittani, Muschkerreich und Assyrien begünstigt. In dem Land waren Metallurgie und Viehzucht hoch entwickelt.
Fähnrich will Diaochi mit Daiaeni, einem der aus assyrischen Inschriften bekannten Nairi-Ländern identifizieren, die jedoch gewöhnlich zwischen Tur Abdin und dem Südufer des Vansees lokalisiert werden.
Der erste Konflikt zwischen Daiaeni und Assur fand mit dem assyrischen König Tukulti-Ninurta I. (regierte ca. 1233–1197 v. Chr.) statt. Ab dem 12. Jahrhundert war Daiaeni laut Fähnrich das stärkste der Nairi-Länder. Zur Zeit des Feldzugs Tiglatpilesars I. war Sieni König von Daiaeni (Tonprisma). Da er als einziger im Kriegsbericht namentlich erwähnt wird, führte Daiaeni nach Ansicht Fähnrichs vermutlich die Allianz an. Der König wurde nach Assyrien gebracht und wieder freigelassen, doch gelang es Tiglatpilesar nicht, Daiaeni dauerhaft zu unterwerfen. Im 9. Jahrhundert v. Chr. gab es erneut assyrische Vorstöße nach Nairi.
Als im Jahr 845 v. Chr. der assyrische König Salmanasar III. gegen die Nairi-Länder zog, huldigte ihm auch Asia, König der Daiaeni. Als Urartu jedoch wieder stärker wurde, drängte es Assyrien zurück, sodass Assyrien Daiaeni nicht dauerhaft unterwerfen konnte.
Weiter setzen Fähnrich und seine Quellen Diaochi mit dem Land Diaueḫe, das aus urartäischen Quellen dieser Zeit bekannt ist, und dessen genaue Lage umstritten ist, gleich. Urartu, das sich im 9. Jahrhundert gegründet hatte, expandierte und wurde so nach Fähnrich zum direkten Nachbarn Diauehes, wie auch Qulḫa im Norden Urartus.
Dem urartäischen König Menua gelang es, Schaschilu, die Königsstadt von Diaueḫe, einzunehmen. Auch sein Nachfolger Argischti I. führte Feldzüge gegen Diaueḫe, eroberte dessen südliche Teile und machte es tributpflichtig. Nach dessen Tod aber wurde es wieder unabhängig. Dennoch war Diaueḫe nach Ansicht Fähnrichs so geschwächt, dass es bald zerfiel. Der größere, nördliche Teil wurde seiner Ansicht nach Mitte des 8. Jahrhunderts von Qulḫa vereinnahmt, im Süden entstanden die kleinen Staaten Katarsa, Sabacha, Iganechi, Witeruchi und andere. Lordkipanidse, der sich auf G. Melikišvilii bezieht nimmt dagegen an, dass Diauḫe von Qulḫa zerstört wurde. In den Inschriften des Nachfolgers von Argischti, Sardur II., wird Diaueḫe bereits nicht mehr erwähnt.

## Weiterleben
Nach Diakonov und Kaškai ist Τάοχοι/Τάοι der antike griechische Name des Çoruh. Sagona nimmt an, dass der Name Diaueḫe sich in dem georgischen Tao, den Taochiern der Griechen und dem armenischen Daikh/Tayk erhalten hat, worin sie Robert Hewsen folgt. Sie nimmt jedoch an, dass sich die Restbevölkerung in achämenidischer Zeit nach Norden in das westliche Çoruh-Tal und vielleicht das Oltu-Tal zurückgezogen habe.
401 v. Chr. zog das Heer Xenophons durch das nordöstliche Schwarzmeergebiet. Der Heerführer stieß nach der Anabasis auf ein Volk, das er Taochi nannte. Sagona will sie am Beşpinar und Gökçedere lokalisieren.
Tao-Klardschetien war ein mittelalterliches georgisches Königreich. Es war bis 1921 Namensgeber der georgischen Provinz Tao. Heute liegt dieses Gebiet in der Türkei, in den Regionen Erzurum, Artvin, Ardahan und Kars.
Die Verwendung des Begriffs Diaochi, die mehrere historisch überlieferte Volksnamen kombiniert, behauptet damit eine Kontinuität einer Volksgruppe oder eines Staatenwesens vom 2. Jahrtausend bis zur Gegenwart. Andere Autoren haben sich gegenüber solchen Kontinuitätskonstruktionen sehr kritisch geäußert. Der Historiker Stephen H. Rapp betont, dass es, obwohl moderne Beobachter oft versucht hätten, eine direkte, ungebrochene Verbindung zur Vergangenheit herzustellen, es keine historischen Beweise gebe, dass sich irgendeinen archäologisch nachgewiesenen Stamm oder Volk im mittelalterlichen oder modernen Sinne ais georgisch verstanden habe.